# Rundfunkjahr 1949

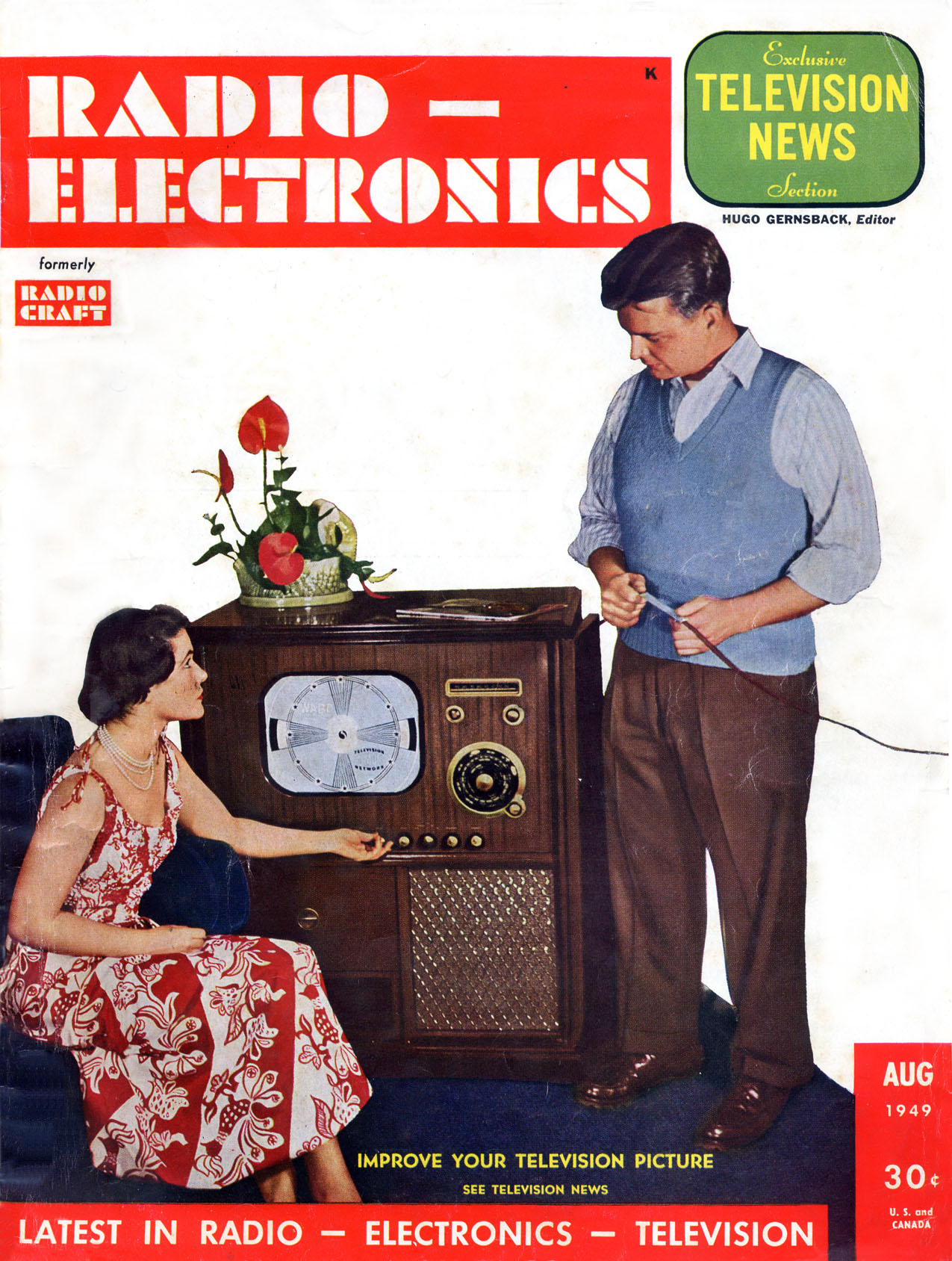
1949: Cover der Augustausgabe von Radio Electronics

Liste der Rundfunkjahre

◄◄ | ◄ | 1945 | 1946 | 1947 | 1948 | Rundfunkjahr 1949 | 1950 | 1951 | 1952 | 1953 | ► | ►►

Weitere Ereignisse

## Allgemein
- 1949 kommt es zu einschneidenden medienpolitischen Veränderungen in Deutschland. Im Laufe des Jahres werden eine Reihe von Rundfunk- und Sendeanlagen von den drei westlichen Besatzungsmächten an deutsche Stellen übergeben. So wird Radio München am 25. Januar, der Hessische Rundfunk am 28. Januar, Radio Bremen im April und Radio Stuttgart am 22. Juli aus der unmittelbaren alliierten Kontrolle entlassen. Gleichzeitig werden die Landesrundfunkanstalten nach öffentlichem Recht der Länder ins Leben gerufen.
- In Japan konstruieren Ibuka Masaru und Morita Akio für die ihnen gegründete Firma Totsuko, der Vorläufer von Sony, eines der ersten japanischen Tonbandgeräte der Nachkriegszeit und bringen es gegen Ende des Jahres auf den Markt.
- 21. Februar – In Frankreich wird die staatliche Rundfunkanstalt Radiodiffusion-télévision française (RTF) gegründet, die direkt der Regierung untersteht.
- 12. Mai – Ende der Berlin-Blockade.
- 23. Mai – Verabschiedung des Grundgesetzes, Gründung der Bundesrepublik Deutschland.
- 1. Oktober – Proklamation der Volksrepublik China durch Mao Zedong.
- 7. Oktober – Der Deutsche Volksrat setzt Verfassung der DDR in Kraft, womit auf dem Gebiet der Sowjetischen Besatzungszone de facto ein zweiter deutscher Staat entsteht.

## Hörfunk
- 2. Januar – der Nordwestdeutsche Rundfunk in Hamburg beginnt anlässlich des 200. Geburtstages von Johann Wolfgang von Goethe mit der Ausstrahlung der 35-teiligen Hörspielreihe Goethe erzählt sein Leben von Hans Egon Gerlach. Mathias Wieman sprach die Titelrolle und führte ab dem vierten Teil auch die Regie. Zuvor hatte Ludwig Cremer die Spielleitung inne.
- 28. Februar – der Bayerische Rundfunk sendet zum ersten Mal über einen UKW-Sender.
- 1. April – Mit dem Beitritt des bisherigen Dominions Neufundland zu Kanada übernimmt die kanadische CBC die Einrichtungen der Broadcasting Corporation of Newfoundland (BNC).
- 1. Mai – Vom Gebiet der SBZ aus nimmt der Deutschlandsender seinen Betrieb mit seinem vor allem für die drei westlichen Besatzungszonen Deutschlands bestimmten Programm auf.
- 19./20. Mai – Der Bayerische Rundfunk (BR) überträgt die Debatte über das Grundgesetz in einer 18-stündigen Sendung live. Bayern ist das einzige deutsche Land, das die Verfassung zunächst ablehnt.
- 17. September – Der Hessische Rundfunk sendet die erste Folge der Hörspielreihe Die Hesselbachs von und mit Wolf Schmidt unter der Regie von Karlheinz Schilling aus.
- September – In Wien findet eine Festwoche anlässlich des 25-jährigen Rundfunkjubiläums in Österreich statt.
- 3. Oktober – Der BR startet mit Werbesendungen.
- 7. November bis 9. Januar 1950 – Der erste Mehrteiler um den britischen Kriminalschriftsteller und Amateurdetektiv Paul Temple von Francis Durbridge startet als Zehnteiler unter dem Titel Paul Temple und die Affäre Gregory. In dieser NWDR-Produktion führten Eduard Hermann  und Fritz Schröder-Jahn abwechselnd die Regie. Die Titelrolle sprach René Deltgen.

## Fernsehen
- In Mexiko wird die erste Fernsehkonzession an den privaten Unternehmer Rómulo O’Farril erteilt. In Kuba nimmt ein Fernsehversuchsprogramm seinen Betrieb auf.
- Die US-Handelskette Sears bietet erstmals Fernsehgeräte in ihrem Versandkatalog an.
- 17. Januar – In den USA hat die Sitcom The Goldbergs Premiere.
- 25. Januar – In Los Angeles wird zum ersten Mal der Fernsehpreis Emmy vergeben. Als beste Fernsehschauspielerin wird Shirley Dinsdale ausgezeichnet.
- 27. Juni – Die Serie Captain Video and His Video Rangers wird zum ersten Mal ausgestrahlt. Die etwa 30-minütige Sendung, die live dargeboten wird, ist möglicherweise die erste Science-Fiction-Serie im Fernsehen.
- 7. August – Der US-amerikanische Sender MBS strahlt die erste Folge der Krimiserie Martin Kane, Privat Eye mit William Gargan in der Titelrolle aus.
- 9. Oktober – In Frankreich ist die erste Ausgabe der religiösen Wochensendung Le Jour du Seigneur (Der Tag des Herrn) zu sehen.

## Geboren
- 15. Januar – Götz Kauffmann, österreichischer Schauspieler wird in Wien geboren († 2010).
- 17. Januar – Andy Kaufman, US-amerikanischer Comedian und Schauspieler (Taxi, TV-Serie, 1978–1982) wird in New York City geboren. († 1984)
- 24. Januar – John Belushi, US-amerikanischer Schauspieler und Sänger wird in Chicago geboren. († 1982)
- 1. Februar – Peter Millowitsch, deutscher Schauspieler, Dramaturg und langjähriger Leiter des Millowitsch-Theaters wird in Köln geboren.
- 17. März – Patrick Duffy, US-amerikanischer Schauspieler (Bobby Ewing in Dallas, 1978–1991) wird in Montana geboren.
- 26. März – Patrick Süskind, deutscher Drehbuchautor (u. a. Der ganz normale Wahnsinn, Monaco Franze) wird in der Gemeinde Münsing am Starnberger See geboren.
- 2. Mai – Alfons Schuhbeck, deutscher Fernsehkoch wird als Alfons Karg in Traunstein geboren.
- 12. Mai – Wolfgang Kos, österreichischer Radiojournalist (u. a. Die Musicbox, Diagonal – Radio für Zeitgenossen) Historiker und Museumsdirektor wird in Mödling geboren.
- 16. Mai – Karlheinz Hackl, österreichischer Schauspieler wird in Wien geboren († 2014).
- 24. Mai – Hermann Stümpert, deutscher Hörfunkjournalist (Saarländischer Rundfunk) wird in Pirmasens geboren († 2005).
- 22. Juni – Meryl Streep, US-amerikanische Schauspielerin (Holocaust – Die Geschichte der Familie Weiss) wird in Summit, Bundesstaat New Jersey geboren.
- 3. August – Fritz Egner, deutscher Hörfunk- und Fernsehmoderator
- 19. September – Susanne Scholl, österreichische Hörfunk- und Fernsehjournalistin wird in Wien geboren. Ab Mitte der 1980er Jahre wird sie als langjährige Russland- und Osteuropakorrespondentin des ORF bekannt.
- 25. September – Michael Schrott, österreichischer Hörfunkjournalist (Die Musicbox, Diagonal – Radio für Zeitgenossen) wird in Wien geboren.
- 15. Dezember – Don Johnson, US-amerikanischer Schauspieler wird in Missouri geboren.
- 24. Dezember – Barbie Millowitsch-Steinhaus (geb. Barbie Steinhaus), deutsche Schauspielerin und Hörspielsprecherin wird in Köln geboren.

## Gestorben
- 11. März – Hans Langmaack, deutscher Schauspieler (Ohnsorg-Theater), Hörspielsprecher, -regisseur, Rezitator und Schauspiellehrer stirbt 78-jährig in Hamburg.